# Museo del Diseño y las Artes Aplicadas Contemporáneas
El Museo del Diseño y las Artes Aplicadas Contemporáneas (MUDAC) (en francés: Musée de design et d'arts appliqués contemporains) es un museo de la ciudad de Lausana, en Suiza. Presenta exposiciones temporales, nacionales e internacionales, de grafismo, diseño y oficios artísticos.

## Historia
El MUDAC se encuentra en Lausana, en la plaza de la Catedral, en la «Maison Gaudard», un edificio medieval rehabilitado que, en realidad, es un conglomerado de varias casas medievales distintas que se fueron agrupando a lo largo del tiempo: primero fue el teniente aguacil Gaudard quien hizo conectar las actuales secciones norte y oeste y añadir una torre. Más tarde, en el siglo XIX, la casa se amplió y se convirtió en una escuela antes de pasar a ser propiedad del cantón, que la utilizó como un edificio oficial.
En 1995, la ciudad y el cantón procedieron a un intercambio: la casa Gaudard vuelve a la ciudad para instalar el sucesor del Museo de Artes Decorativas, mientras que el cantón tomó del Museo Arlaud, situado en la plaza de la Riponne. A continuación, el edificio se renovó para permitir finalmente permitir la apertura del museo en junio de 2000. Éste está registrado como bien cultural suizo de importancia nacional.
Desde el otoño de 2020 el museo está cerrado debido a su traslado al barrio de las artes PLATEFORME 10,  hasta su inauguración prevista en junio de 2022.

## Exposiciones

### Exposiciones permanentes
El museo expone dos colecciones permanentes, la del arte contemporáneo del vidrio, presentada en la segunda planta  del museo y la colección Jacques-Édouard Berger, expuesta en el sótano del edificio, que presenta diversas piezas de arte que pertenecieron al historiador, principalmente de Egipto y China.

### Exposiciones temporales
El museo organiza alrededor de seis exposiciones  temporales al año, que pueden estar clasificadas en tres categorías: las temáticas, cartas blancas y las exposiciones invitadas. 
Las exposiciones temáticas abordan temas de actualidad que son objeto de debate social. Las «carta blanca a un diseñador» invitan a los diseñadores suizos y extranjeros a diseñar una exposición personal seleccionando sus propias obras y creando su propia escenografía en colaboración con el museo. Por último, el MUDAC invita igualmente a exposiciones creadas por otros museos. Colabora regularmente con el Oficina Federal de la Cultura en Berna y expone cada dos años las obras de los ganadores del  Premio Federal de Diseño.
La mayoría de las exposiciones temporales son objeto de una publicación.

## Animaciones
Para cada exposición, el museo propone talleres para niños y adultos, visitas guiadas así como actos Para cada exposición, el museo ofrece talleres para niños y adultos, visitas guiadas y actos relacionados con el tema de la exposición. Además, desde 2006, ofrece una serie de conferencias y presentaciones, denominadas "Jueves de Diseño", que buscan profundizar en determinados aspectos del diseño contemporáneo a través de encuentros con diseñadores y viajes.